# Himantocladium arbuscula
Himantocladium arbuscula là một loài Rêu trong họ Neckeraceae. Loài này được (Hampe ex Müll. Hal.) M. Fleisch. miêu tả khoa học đầu tiên năm 1908.